# マージョリ・リーヴス
マージョリ・エセル・リーヴス (Marjorie Ethel Reeves, 1905年7月17日 - 2003年11月27日) はイギリスの中世史家・宗教史家で、20世紀初頭にはほとんど省みられなくなっていたフィオーレのヨアキムについて、その思想がどのようなもので、かつてどれだけ大きな影響を及ぼしていたのかを再評価する上で、きわめて重要な役割を果たした研究者の一人である。オックスフォード大学では、セント・アンズ・カレッジの副学寮長（1951年 - 1967年）だった時期も含め、長く教鞭を執った。著書などでは単にマージョリ・リーヴスと名乗ることがしばしばであった。

## 生涯
1905年にウィルトシャー州ブラットンの鉄工所経営者の娘として生まれた。後に中世史で知られることになるが、彼女が1929年に卒業したのはオックスフォード大学の現代史学科だった。もっとも、そのころから中世史を主たる研究対象にしており、その中でフィオーレのヨアキムの名前にも巡りあったという。
1929年から1931年にはロンドン大学のウェストフィールドカレッジ研究員として、給費を受けつつヨアキムの16世紀における受容のされ方について研究を行い、学位論文「大修道院長ヨアキム、特にその十六世紀における影響に関する論究」にまとめた。
1931年から1938年まではカンバーウェルの教育大学の歴史学講師として勤務した。1938年からはオックスフォードに戻り、ソサエティ・オヴ・ホーム・スチューデンツ（セント・アンズ・カレッジの前身）の講師として歴史学を講じ、1951年から1967年にはセント・アンズ・カレッジの副学寮長を務めた。オックスフォードでの教鞭自体は1974年まで執っていた。
1950年には休暇を利用してイタリアに赴き、バチカン図書館で調査を行ったほか、ヨアキムの修道院跡を見にカラブリア州にも赴いたという。しかし、ヨアキムが建設した修道院から始まった歴史を持つ町サン・ジョヴァンニ・イン・フィオーレでさえも、当時、ヨアキムに何らかの関心を示す者はほとんどなく、その修道院跡も廃墟と化していたという。
しかし、彼女を含む何人もの研究者達の尽力によって、ヨアキムの再評価は着実に行われていった。彼女が1950年に訪れた時には見るべきものが何もなかったサン・ジョヴァンニ・イン・フィオーレでは、ヨアキム再評価の流れをふまえ、ヨアキム国際研究所が設置され、大修道院でも修復が行われた。4年に一度、ヨアキム国際研究所で開催される国際会議には、町の人々も熱意を持って盛り上げに協力しているといい、その光景を見たリーヴスは初訪問の時と大きく変わったことを述懐していた。1994年9月には、リーヴスはサン・ジョヴァンニ・イン・フィオーレから、名誉市民の称号を与えられた。国際会議に先立って行われたこの時の授与式に出席していた大橋喜之は、当時89歳だったリーヴスの年齢を知らず、外見から70歳くらいかと思っていたという。
2003年にオックスフォードにて98歳で歿した。

## ヨアキム研究
彼女の主たる研究テーマのひとつがフィオーレのヨアキムとヨアキム主義に関する研究だった。彼女は第二次世界大戦末期に、ヨーロッパ大陸からイギリスに逃れてきた研究者が論文でわずかに言及したことを手がかりにして、自身のホームグラウンドともいえるオックスフォードのボドリアン図書館に、長く失われていたヨアキムの『形象の書』の写本が眠っていたことを発見した。『形象の書』の別の写本は1939年にイタリアでも発見されていたが、戦時ということもあってリーヴスは当初認識していなかったという。戦後、その2つの写本の出現とそれらに見られる異同は、真正性をめぐって大きな議論を巻き起こすことになった。
ヨアキム研究者としての彼女の国際的な名声は、前述の『形象の書』をめぐる議論を通じて、1950年代に高まった。彼女のヨアキム研究における主著は『中世の預言とその影響 - ヨアキム主義の研究』（1969年）であり、これはヨアキム自身の思想だけでなく、ヨアキム主義者たちの思想などまで広範囲に分析した大著である。リーヴス自身、自らの研究の多くがまとめられている書として言及していた。この文献については、ヘルベルト・グルントマンの研究とともに「ヨアキム研究の出発点の地位を占める」とされ、「一般史と思想史、政治史と宗教史をつなぐ貴重な成果」という観点からも評価されている。彼女はほかにもベアトリス・ヒルシュ＝ライヒとの共著という形で、『形象の書』の注解書を刊行した。
ヨアキムの復権は彼女一人に負うものではないが、彼女の名前は「ヨアキム・ルネサンスの伝統」に寄与した一人として、さらに「ヨアキム研究の総帥」「世に知られた巨匠」などという形で言及されている。

## 主著

### ヨアキムや中世黙示論
- The influence of prophecy in the later Middle Ages : a study in Joachimism, Oxford : Clarendon Press, 1969.（中世の預言とその影響 : ヨアキム主義の研究）
  - 1993年に再版された時には、諸研究の進展を踏まえた若干の改訂が施された[14]。『中世の預言とその影響 - ヨアキム主義の研究』（大橋喜之訳、八坂書房、2006年）であり、初の著書邦訳。大橋訳は「品位ある訳文によって本書の価値を一層底上げした」と評されている[15]。
- The figurae of Joachim of Fiore, Oxford : Clarendon Press, 1972. （フィオーレのヨアキムの形象、共著）
上述の『形象の書』の注解書である。共著者であるヒルシュ＝ライヒは1967年に没したため、この著書の公刊を目にすることはなかったが、リーヴスはこの著書におけるヒルシュ＝ライヒの貢献が非常に大きかったことを述べていた[16]。
- Joachim of Fiore & the prophetic future : a medieval study in historial thinking, London : S.P.C.K., 1976（フィオーレのヨアキムと預言的未来 : 歴史的思考の中世的研究）
上述の『中世の預言とその影響』の縮約版とも言われている著書で[17]、バーナード・マッギンは「ヨアキムとその遺産への簡潔な入門書」と評価している[18]。
- Joachim of Fiore and the myth of the eternal evangel in the nineteenth century, Oxford : Clarendon, 1986.（19世紀におけるフィオーレのヨアキムと永遠の福音の神話、共著）
共著者ワーウィック・グールドはウィリアム・バトラー・イェイツの研究者である[19]。19世紀の詩人や音楽家たちにヨアキムが与えた影響を考察するという視点は、リーヴスがノーマン・コーンから、ジョルジュ・サンドがヨアキムについて言及していることを教えてもらったことがきっかけになったのだという[19]。
- The prophetic sense of history in medieval and renaissance Europe, Aldershot : Ashgate, 1999. （中世およびルネサンス期ヨーロッパにおける歴史の預言的感覚）
専門誌などに発表した論文12本を集めた論集である。その中には、バーナード・マッギンからヨアキム研究に関連し「必要不可欠」と評された[18] “The Originality and Influence of Joachim of Fiore” （フィオーレのヨアキムの独自性と影響、1980年）や、同じくマッギンから「秀逸な研究論文」と評された[20]“The Development of Apocalyptic Thought : Medieval Attitudes” （黙示的思想の発展 : 中世的な姿勢、1984年）なども含まれている。

### その他
- St Anne's College, Oxford : an informal history, Oxford : The College, 1979.（オックスフォードのセント・アンズ・カレッジ : 非公式な歴史）
- The medieval village : illustrated from contemporary sources, Harlow : Longman, 1984.（同時代史料から説明された中世の村落）
- The medieval town : illustrated from contemporary sources, Harlow : Longman, 1988. （同時代史料から説明された中世の市街）
- The medieval knight : illustrated from contemporary sources, Harlow : Longman, 1988. （同時代史料から説明された中世の騎士）